# Avidina

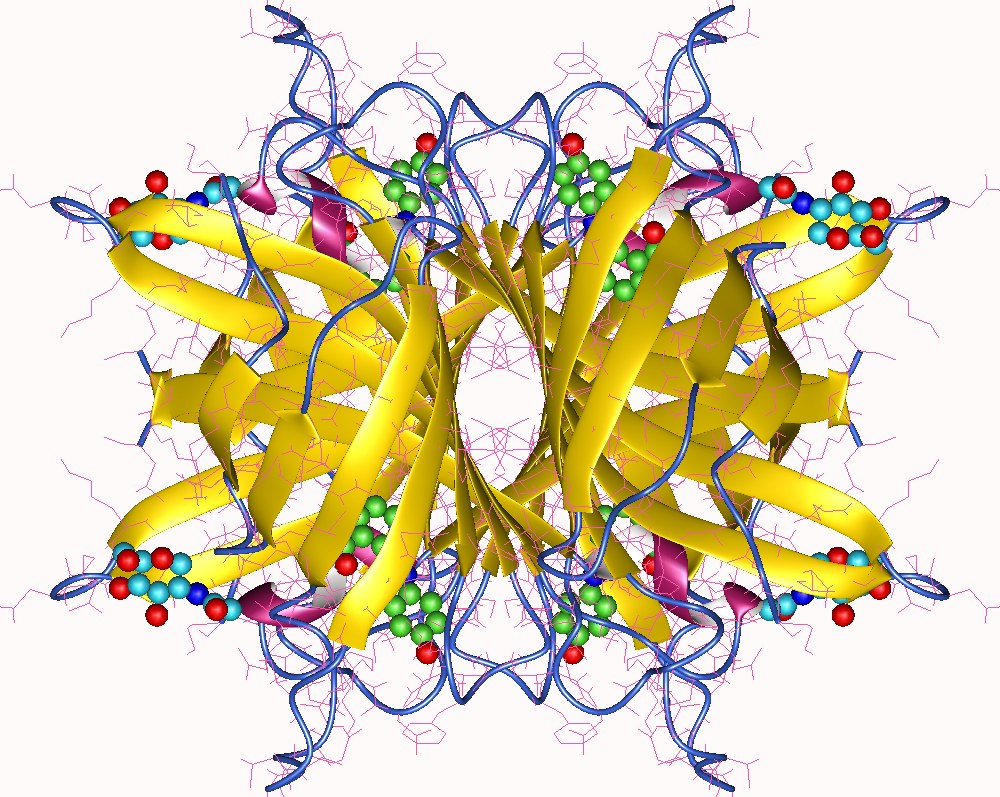
Avidina tetramer, Gallus gallus.

Biotina - l'avidina pot bloquejar simultàniament les quatre molècules de la biotina

L'avidina és una glicoproteïna que es produeix en l'oviducte dels ocells, rèptils i amfibis i es diposita en la clara d'ou. L'avidina és una glicoproteïna que es presenta en forma tetramèrica, amb quatre subunitats idèntiques de 128 aminoàcids cadascuna, unides de forma no covalent. En la clara d'ou dels ous de gallina hi ha aproximadament un 0,05% d'avidina respecte al total de contingut de proteïna. En la dècada de 1970 es va comprovar que el sistema avidina-biotina en particular l'afinitat de l'avidina cap a la biotina, era una eina útil en l'estudi de la biologia. Actualment es fa servir des del diagnòstic a aparells mèdics i farmàcia.